# Mario Praz
Mario Praz (Roma, 6 settembre 1896 – Roma, 23 marzo 1982) è stato un saggista, anglista e scrittore italiano, critico d'arte, traduttore e giornalista, uno dei più importanti anglisti del XX secolo. I suoi studi furono incentrati in particolare sull'Inghilterra fra il Seicento e l'epoca vittoriana, ma egli si occupò anche di letteratura italiana, francese, spagnola, tedesca e russa.
Al suo attivo aveva più di 2600 pubblicazioni.

## Biografia
(La filosofia dell'arredamento)
Il padre, Luciano Praz, era impiegato di banca, proveniente da una famiglia di origine svizzera. Gli antenati si erano trasferiti nel 1525 da Zermatt in Valle d'Aosta, in seguito a persecuzioni religiose, perché i Praz erano di fede cattolica.
La madre, contessa Giulia Testa di Marsciano, discendeva dalla famiglia dei Conti di Marsciano.
Trascorse i primi anni in Svizzera, dove il padre lavorava. Nato con una deformità congenita al piede destro, fu poi operato con successo presso l'Istituto Ortopedico Rizzoli di Bologna.
Alla morte del padre, avvenuta nell'estate del 1900, si trasferì con la madre a Firenze, presso il nonno materno Alcibiade di Marsciano. Dopo un breve periodo di ristrettezze economiche, nel 1909 la madre cominciò a frequentare il figlio di un ufficiale del commissariato, Carlo Targioni, di professione medico condotto, che godeva di un'ottima posizione economica e che nel 1912 diventò il suo secondo marito.

### Gli studi
In seguito al matrimonio della madre si trasferì a Firenze dove frequentò il liceo-ginnasio Galileo e nel 1914, dopo aver conseguito la licenza con onore, si iscrisse alla facoltà di Giurisprudenza presso l'Università di Bologna, per poi trasferirsi nel 1915 a Roma, dove si laureò nel 1918 con una tesi di diritto internazionale sulla Società delle Nazioni.
Dopo un breve periodo di praticantato presso un avvocato amico di famiglia, Praz scelse di dedicarsi alla letteratura e si iscrisse a Lettere presso l'Istituto di Studi Superiori dell'Università di Firenze, studiando con Giorgio Pasquali e Ernesto Giacomo Parodi, col quale nel 1920 discusse una tesi sulla lingua di Gabriele D'Annunzio. Lo stesso anno, tramite l'Istituto britannico, entrò in contatto con l'ambiente artistico della colonia di aristocratici inglesi trasferiti a Firenze, in particolare con la scrittrice Vernon Lee (pseudonimo di Violet Paget), la quale gli commissionò una rubrica intitolata Letters from Italy, dedicata a vicende italiane e di critica letteraria per il periodico inglese The London Mercury. Sempre quell'anno incontrò Giovanni Papini che, richiedendo la sua collaborazione per traduzioni di poeti inglesi dell'Ottocento e di  saggi di Charles Lamb, fece nascere in Praz l'interesse per il saggio critico, quella sprezzatura che divenne poi il tratto stilistico nel quale i suoi scritti risulteranno apprezzati e innovativi.
Dopo aver inviato alcune traduzioni poetiche dall'inglese ad Ardengo Soffici, l'anno seguente contattò  anche Emilio Cecchi, dal quale ottenne un giudizio incoraggiante e con cui istituì ben presto un confronto intellettuale che durò oltre quarant'anni.
In quegli anni Praz si dedicò allo studio dell'inglese assieme all'amico Vittorio Moschini, che divenne poi Soprintendente alle Gallerie di Venezia, e cominciò a frequentare per interesse personale, insieme all'amico Bruno Migliorini, le lezioni di critica e filologia letteraria di Cesare De Lollis. Risalgono a questi anni le prime recensioni e i primi saggi, che pubblicò sulla rivista La Cultura, diretta a quel tempo dallo stesso De Lollis, e su L'Italiano di Leo Longanesi; su quest'ultima apparve anche il noto saggio sul Neoclassicismo, Winckelmann.

### Gli anni inglesi
Trasferitosi nel 1923 a Londra presso l'amico Antonio Cippico, insegnante d'italiano allo University College di Londra, Praz ottenne una borsa di studio col sostegno di De Lollis e di Carlo Formichi (allora titolare dei corsi di filologia inglese a Roma), entrando in contatto col mondo letterario londinese grazie all'intercessione dell'amica Vernon Lee. Alla fine dello stesso 1923 egli venne incaricato di ricoprire il ruolo di lettore di italiano presso l'Università di Liverpool, compito che lo impegnò fino al 1931. In questo periodo uscirono in Italia la sua traduzione de I saggi di Elia di Lamb, l'antologia Poeti inglesi dell'Ottocento e in Gran Bretagna il suo saggio Secentismo e Marinismo in Inghilterra, che gli meritò il vivo elogio di T.S. Eliot e del grande studioso di John Donne H.J.C. Grierson.
Nel 1926 Praz fece il primo viaggio in Spagna, a cui dedicò il volume Penisola Pentagonale, terminato di scrivere nell'estate a Viareggio. In marzo e in aprile si recò per un soggiorno nei Paesi Bassi, visitando molte città, e poi ancora a Firenze dove si ritrovò con gli amici di sempre. Strinse più stretti rapporti con T.S. Eliot e cominciò a frequentare Eugenio Montale: «ci fu un tempo, tra il 1927 e il 1934, che nei miei soggiorni fiorentini non passava quasi giorno che non incontrassi Eugenio Montale, ci ritrovavamo al caffè e in trattoria e, a giudicare dalle lettere che mi rimangono, avevamo da dirci moltissime cose». Nel 1930 pubblicò il fondamentale studio La carne, la morte e il diavolo nella letteratura romantica: tradotto in inglese nel 1933 contribuì ad estendere la sua fama in Gran Bretagna e negli Stati Uniti, provocando invece reazioni contrarie in Italia, fra le quali quella di Benedetto Croce. Fu uno dei primi studi interdisciplinari ad includere  la storia dell'arte nel trattare l'evoluzione della letteratura, della musica e del pensiero.

### Il ritorno a Roma
Dopo la morte della madre, avvenuta nel 1931, Praz ottenne nel 1932 la cattedra di italiano all'Università di Manchester, contemporaneamente alla cattedra di letteratura inglese all'Università degli studi di Roma "La Sapienza", la prima istituita in Italia  (poi ereditata da Elémire Zolla). Praz poté disporre della possibilità di restare altri due anni in Gran Bretagna. Dopo la chiamata di Gentile a Roma, si iscrisse al PNF, senza molta convinzione politica.
Praz si definiva estraneo alla politica, sebbene di simpatie conservatrici e anticomuniste. Nel dopoguerra assunse posizioni di critica di costume, contro il Sessantotto e la legge Merlin che aboliva la prostituzione in Italia legalizzata (1958).
Dal matrimonio con Vivyan Eyles, nacquenel 1938 la figlia Lucia, che però visse per tutta l'adolescenza prevalentemente con la madre, quando questa, alla fine della guerra, si separò dal marito. Anche la vita personale e famigliare di Lucia Praz ha subìto traversie e difficoltà.
All'infelice vicenda coniugale è fatta risalire la "malinconica solitudine" che caratterizzò l'esistenza di Mario Praz, di cui diedero testimonianza  colleghi anglisti come Elio Chinol e Nemi D'Agostino, e che nel provinciale ambiente italiano diede vita a dicerie superstiziose sul suo conto.
Al rientro a Roma nel 1934 Praz prese servizio per un anno nella storica sede della Facoltà di lettere dell'Università La Sapienza, in palazzo Carpegna di corso Rinascimento, acquistando casa nelle vicinanze e sviluppando quella passione per il centro della capitale che lo accompagnò anche quando proseguì, dal 1935 fino al 1966, l'insegnamento di docente ordinario di lingua e letteratura inglese nel nuovo edificio universitario disegnato da Marcello Piacentini.
Da questa cattedra si dedicò alla creazione della prima scuola scientifica di anglistica in Italia, che formò fra gli allievi  Vittorio Gabrieli, Agostino Lombardo, Giorgio Melchiori, Gabriele Baldini e Masolino d'Amico.
Del 1934 è il suo Studi sul concettismo che si occupa della presenza di «imprese» e «emblemi» in letteratura, applicando un metodo di analisi per molti versi analogo agli studi di iconologia inaugurati da Aby Warburg e portati avanti dall'Istituto londinese a lui dedicato, allora diretto da Fritz Saxl. Nel 1936 fu pubblicata presso l'editore Sansoni la Storia della letteratura inglese, riveduta e ampliata nel 1960 e ancora nel 1979, considerata ancora oggi un ottimo strumento per avere una visione d'insieme della letteratura inglese tenendo conto della evoluzione del gusto nei secoli.
Nel 1940 entrò a far parte dei collaboratori della rivista Primato fondata dal ministro Giuseppe Bottai.

### Nel dopoguerra
Negli anni della seconda guerra mondiale egli continuò il lavoro didattico e scientifico, attività che nel Dopoguerra diventò intensa e fruttuosa. 
Gli oggetti, gli arredi, le stanze della sua casa in via Giulia diverranno un luogo della memoria al centro del racconto autobiografico del suo La casa della vita e, quando si trasferì in via Zanardelli come inquilino della Fondazione Primoli, vi confluirono unitamente alla vastissima biblioteca: acquistati dallo Stato italiano presso gli eredi nel 1986 per due miliardi e cento milioni di lire, furono restaurati e catalogati dalla Galleria Nazionale d'Arte Moderna, per poi essere ricollocati nell'appartamento al terzo piano di Palazzo Primoli nella disposizione scelta da Praz stesso.
In questa sede - dove si trovano i pezzi raccolti grazie alla sua attività di collezionista ed esperto di antiquariato - dal 1995 a Roma ha aperto al pubblico il Museo Mario Praz: è la casa museo dove sono esposti oltre 1000 oggetti di arredo provenienti da Francia, Italia, Germania e Inghilterra, e che coprono il periodo che va dal Neoclassico al Biedermeier.
Nel 1949, col sostegno del British Council di Roma, fondò la rivista English Miscellany. A Symposium of History, Literature and the Arts, importante punto di riferimento per la formazione di anglisti per molti anni; del 1952 è il suo primo viaggio negli Stati Uniti per una serie di conferenze nelle principali Università.
«Nel 1955 Mario Praz era, ormai da più di due decenni, uno studioso e un saggista di caratura internazionale e di fama pienamente riconosciuta: autore di opere insieme originali e straordinariamente erudite, professore di inglese in Italia e di italiano in Inghilterra, grande viaggiatore e prosatore superbo».
In questi anni comincia a manifestare, con una costanza quasi quotidiana, la sua passione per l'antiquariato. La collezione di Praz si arricchì poi con i mobili stile Impero, lasciatigli in eredità dal patrigno, che pur aveva sposato, pochi mesi prima di morire, la propria domestica Zenobia, alla quale aveva lasciato gli altri suoi averi. 
Ritiratosi dall'insegnamento per raggiunti limiti d'età, egli continuò nondimeno l'attività di studio ad altissimo livello, riconosciuta dalle massime istituzioni scientifiche italiane e straniere.

La figura del protagonista del film Gruppo di famiglia in un interno di Luchino Visconti, con sceneggiatura di Suso Cecchi d'Amico, fu costruita ispirandosi dichiaratamente al Mario Praz degli ultimi anni, trasformando il suo personaggio  in un eremita asserragliato nella sua casa museo. La visione del film provocò una forte impressione e irritazione in Praz, anche se poi espresse apprezzamento per il lavoro: 
(Mario Praz, in La casa della vita)
Collaborò ininterrottamente alle pagine culturali del quotidiano Il Tempo (sin dalla fondazione) e dal novembre 1960 al febbraio 1972 scrisse saltuariamente sul supplemento Libri di Paese Sera, con lo pseudonimo "Alcibiade". Dal 26 giugno 1974 fino alla morte collaborò a Il Giornale Nuovo, il neonato quotidiano fondato e diretto da Indro Montanelli. Scrisse anche sul quotidiano La Stampa di Torino.
L'insofferenza dei colleghi per la sua cultura sterminata e le controversie accademiche che lo videro contrapposto prima al  prevalente pensiero crociano, poi a correnti come lo strutturalismo, alimentarono in Italia maldicenze che gli attribuirono  fama di iettatore: insistevano sulla malformazione al piede che lo rendeva claudicante. Su questa fama Praz fu sempre ironico. Molti hanno insistito, anche scherzosamente, su questa leggenda (ad esempio evitando di pronunciarne il nome, utilizzando  perifrasi come "l'Illustre Anglista"): leggenda peraltro ignorata dal consesso scientifico internazionale.

## Giudizi critici
Le polemiche con Benedetto Croce sull'estetica e sulla cultura del Risorgimento che Praz riteneva povera e il suo originale metodo critico - che preferisce spesso utilizzare metafore più che convenzionali analisi descrittive - hanno fatto sì che il suo lavoro venisse non solo spesso sottovalutato dai critici, ma addirittura attaccato come scarsamente scientifico e addirittura incompetente.

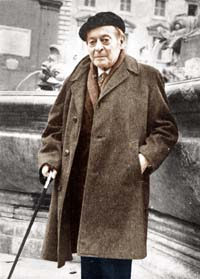
Mario Praz

Al contrario un'attenta lettura delle sue opere svela che i tanto controversi "dettagli" sono in realtà "sforzi di ricostruzione globale". 
Attraverso l'evocazione di immagini, infatti, il Professore fa sperimentare al lettore la sensazione di contemplare davvero un affresco pieno di particolari; ne sono un esempio le splendide pagine profuse di delicato ed arguto humor dedicate all'epoca vittoriana:

Dai suoi scritti emergono critiche nei confronti della società contemporanea in merito alla maniera di concepire l'arte e all'imbarbarimento dei costumi: 
Negli anni successivi alla morte, si è avuto un attento recupero di Mario Praz, come studioso e saggista, anche in considerazione del fatto che i suoi lavori  risultano pionieri dei cultural studies. La sua ultima abitazione a Palazzo Primoli, Roma, è divenuta il Museo Mario Praz, di proprietà statale, che conserva gran parte delle raccolte descritte nel volume autobiografico La casa della vita.

## Riconoscimenti e titoli
- 1934. Professore ordinario di lingua e letteratura inglese presso l'Università di Roma (fino al 1966).
- 1935. Medaglia d'oro della British Academy per gli studi sulle relazioni fra letterature inglese e italiana.
- 1952. Premio Viareggio di Saggistica[25]
- 1957. Laurea honoris causa in lettere conferita dall'Università di Cambridge.
- 1960. Giurato alla Mostra internazionale d'arte cinematografica di Venezia.
- 1960. Premio Feltrinelli dell'Accademia Nazionale dei Lincei per la filologia e la critica letteraria.[26]
- 1962. Riceve dalla regina Elisabetta II il titolo di Knight Commander of the British Empire.
- 1962. Presidente dell'International association of University Professors of English (fino al 1965).
- 1964. Laurea honoris causa conferita dall'Università di Aix-Marseille.
- 1967. Laurea honoris causa alla Sorbona di Parigi.
- 1969. Nominato Honorary Member of the American Academy of Arts and Sciences.
- 1973. Vincitore del Premio Viareggio di Saggistica con Il patto col serpente: paralipomeni di La carne, la morte e il diavolo nella letteratura romantica.[25]
- 1979. Vincitore del Premio Flaiano per la narrativa.

Fu inoltre membro dell'Accademia dei Lincei e di alcune accademie straniere.

## Opere principali

### Saggi
- La Francesca da Rimini di Gabriele D'Annunzio: il dramma d'ambiente, Roma, L. S. Olschki, 1922.
- Secentismo e Marinismo in Inghilterra, Firenze, La Voce, 1925.
- Poeti inglesi dell'Ottocento, Firenze, R. Bemporad, 1925.
- La fortuna di Byron in Inghilterra, Firenze, La Voce, 1925.
- Penisola Pentagonale, Milano : Alpes, 1928; Firenze, Sansoni, 1955; Torino, E.D.T., 1992.
- Machiavelli e gl'Inglesi dell'epoca Elisabettiana, Firenze, Vallecchi, 1928, 1930.
- La carne, la morte e il diavolo nella letteratura romantica, Milano-Roma, Soc. editrice La Cultura, 1930; Torino, G. Einaudi, 1942; Firenze: Sansoni, 1948-1966; Milano, BUR, 2008.
- Studi sul concettismo, Milano, La Cultura, 1934; Firenze, G.C. Sansoni, 1946; Milano, Abscondita, 2014
- Antologia della letteratura inglese e scelta di scrittori americani, Messina, G. Principato, 1936.
- Studi e svaghi inglesi, Firenze, G.C. Sansoni, 1937; Milano, Garzanti, 1983
- Viaggio in Grecia. Diario del 1931, Roma, Edizioni di Lettere d'oggi, 1942; a cura di Marcello Staglieno), Skakespeare and Kafka, 1991.
- Gusto neoclassico, Firenze, Sansoni, 1940; Napoli : ESI, 1959; Milano : Rizzoli, 1975.
- Machiavelli in Inghilterra ed altri saggi, Roma, Tumminelli, 1942, 1943; Firenze, G. C. Sansoni, 1962.
- Fiori freschi, Firenze, Sansoni, 1943, 1944; Milano, Garzanti, 1982.
- La filosofia dell'arredamento, Roma, Documento, 1945; Milano, Longanesi, 1964, e succ. ediz; Milano, TEA, 1993; Milano, Guanda, 2012.
- Motivi e figure, Torino, Einaudi, 1945.
- La poesia metafisica inglese del seicento: John Donne, Roma, Edizioni Italiane, 1945.
- Richard Crashaw, Brescia, Morcelliana, 1945.
- Il dramma elisabettiano: Webster-Ford, Roma, Ed. Italiane, 1946.
- La casa della Fama, Riccardo Ricciardi Editore, 1952.
- La crisi dell'eroe nel romanzo vittoriano, Firenze, G. C. Sansoni, 1952.
- Lettrice notturna, Roma, Gherardo Casini Editore, 1952; Milano, Henry Beyle, 2013.
- Viaggi in Occidente, Firenze, Sansoni, 1955.
- Panopticon romano, Napoli, R. Ricciardi, 1967.
- Mnemosine: parallelo tra la letteratura e le arti visive, Milano, A. Mondadori, 1971; Milano, Abscondita, 2012.
- Il patto col serpente. Paralipomeni di La carne, la morte e il diavolo nella letteratura romantica, Milano, Mondadori, 1972; Milano, Leonardo, 1995; Milano, Adelphi, 2013.
- Il giardino dei sensi. Studi sul Manierismo e il Barocco, Milano, Mondadori, 1975.
- Panopticon romano secondo, Roma, Edizioni di Storia e Letteratura, 1977.
- Perseo e la Medusa: dal romanticismo all'avanguardia, Milano, A. Mondadori, 1979.
- Voce dietro la scena. Un'antologia personale, Milano, Adelphi, 1980.
- Il mondo che ho visto, Milano, Adelphi, 1982.
- Lettere sull'antiquariato di Mario Praz a Luigi Magnani (1952-1981), a cura di Bianca Riccio, Torino, U. Allemandi, 1996.
- Bellezza e bizzarria. Saggi scelti, a cura di Andrea Cane, con un saggio introduttivo di Giorgio Ficara, Collezione I Meridiani, Milano, Mondadori, 2002.
- Geometrie anamorfiche. Saggi di arte, letteratura e bizzarrie varie, a cura di Graziella Pulce, Roma, Edizioni di Storia e Letteratura, 2002.
- Il demone dell'analogia : memorie e divagazioni narrative, a cura di Graziella Pulce, Roma, Edizioni di Storia e Letteratura, 2002.
- Misteri d'Italia, a cura di Giuseppe Balducci, Torino, Aragno, 2022.
- Omelette soufflée à l’antiquaire. Elogio degli antiquari, a cura di Giovanni e Giuseppe Balducci, Torino, Aragno, 2023.
- Alcibiade. Gli articoli di “Paese Sera” (1960-1972), a cura di Giuseppe Balducci, prefazione di Alvar González-Palacios, Torino, Aragno, 2024.

### Romanzi e racconti
- La casa della vita, Milano : A. Mondadori, 1958; Milano : Adelphi, 1979, e succ. ediz.

### Traduzioni
- Charles Lamb, Saggi di Elia, Lanciano: R. Carabba, 1924, 2011; Milano: BUR, 1981-1996.
- Ben Jonson, Volpone, Firenze: Sansoni, 1943 e succ. ed.; Torino: Fogola, 1970; Milano: BUR, 1996; Milano : Fabbri, 2003.
- Walter Pater, Il Rinascimento, Napoli, Edizioni Scientifiche Italiane, 1946. - Milano, Abscondita, 2002, ISBN 978-88-841-6000-3.
- T.S. Eliot, La terra desolata. Frammento di un agone. Marcia trionfale, Firenze: Fussi, 1949; Torino, Einaudi, 1963 e succ. ed.
- Jane Austen, Emma, Milano: Garzanti, 1951.
- Edgar Allan Poe, Il corvo, Milano : Rizzoli, 1974 e succ. ediz.; Milano: SE, 2004, 2012.
- Walter Pater, Ritratti immaginari, Milano, Adelphi, 1980, ISBN 978-88-459-0419-6.